# Сиринга
Сири́нга (др.-греч. σῦριγξ) — древнегреческий музыкальный инструмент, род продольной флейты. Термин впервые встречается в «Илиаде» Гомера (X,13). Различались одноствольная сиринга (др.-греч. σῦριγξ μονοκάλαμος) и многоствольная сиринга (др.-греч. σῦριγξ πολυκάλαμος); за последней позднее закрепилось название флейты Пана. Русские переводчики традиционно передают др.-греч. σῦριγξ словом «свирель».

## Краткая характеристика
История инструмента обязана (как это часто случается в античности) мифологическому сюжету. Нимфа Сиринга происходила из нонакринских гамадриад и была известна своим целомудрием. Спасаясь от преследовавшего её Пана, Сиринга превратилась в болотный тростник. Из этого тростника Пан изготовил многоствольную флейту, названную сирингой по имени девы. Позднее такая многоствольная флейта получила в органологии название «флейты Пана». Гомеровский гимн «К Гермесу» (511-12) и некоторые другие античные авторы описывают сирингу как изобретение Гермеса. Афиней в «Пире мудрецов» (4.82) утверждал, что [многоствольную] сирингу (как и авлос) изобрёл Марсий в Келенах, где до этого играли на одноствольной сиринге.
В то время как авлос занимал традиционно высокое место в греческой культуре, сиринга оставалась простым пасторальным инструментом, символом идиллии и безмятежной радости. Платон в «Государстве» (III.10), призывая исключить все сложные музыкальные инструменты из города, считал полезными только лиру и кифару, «а в полях у пастухов пусть будет сиринга». Типичный поэтический образ сиринги дал Еврипид в «Альцесте» («Алкесте», 568—577):
О, дом всегда гостеприимного, свободного хозяина <Адмета>,

тебя, конечно, и пифийский дивно-лирный (εὐλύρας) Аполлон

достойным счёл для проживанья своего,

решившись пастухом

в твоих пределах стать,

по холмам покатым

играя стадам твоим на сиринге (συρίζων)

пастушеские гименеи.
Сюжет мифа и связанный с инструментом этос обыгрывают К. Дебюсси в пьесе «Сиринга» для флейты соло (1913) и вокальном цикле «Песни Билитис» (№ 1 «Флейта Пана», 1898), К. Нильсен в симфонической поэме «Пан и Сиринга» (1918) и другие композиторы.

## Другие значения термина
Греческое слово «сиринга» послужило анатомическим наименованием голосового органа птиц (см. сиринкс); от него же произошло название шприца в некоторых языках (англ. syringe, исп. jeringa, фр. seringue, и др.).